# 白禮頓肯普敦及安樂港 (英國國會選區)
白禮頓肯普敦及安樂港（英語：Brighton Kemptown and Peacehaven），英國國會一自治區選區，位於英格蘭東南部東薩塞克斯郡西部，包括布賴頓-霍夫東部的六個地方選區和劉易斯區西部四個地方選區。
始設於1950年，1964年以前一直支持保守黨，但此後成為保守黨和工黨競爭的選區。2010年大選保守黨的西門·科爾比以38.0%選票勝出該區擊敗工黨的候選人，為保守黨奪回失落十三年的議席。